# 緑ケ丘東
緑ケ丘東（みどりがおか ひがし）は、福島県郡山市に所在する町丁である。郵便番号は963-0702。

## 地理
郡山市役所本庁所管地域である旧郡山地区に属する。北で蒲倉町、東で荒井町、南東で中田町高倉、南で中田町赤沼、西で緑ケ丘西とそれぞれ隣接する。また、大平町と道路1本分を挟み近接している箇所がある。市内東部、一級水系阿武隈川水系大滝根川右岸（東岸）側の丘陵地を切り開き造成された郡山東部ニュータウンのうち、美術館通り以東を範囲とする。ニュータウンの造成完了に伴い近隣大字より分離新設された行政区域である。西縁を通る美術館通りに沿い南側から一～三丁目及び六～八丁目、三丁目の東側に四・五丁目が設置されている。全域に住宅街が広がるが、三丁目は行政施設や商業施設、医療施設などで占められており定住人口はいない。緑ケ丘東に所在する郡山警察署東部駐在所、および堂前町に所在する郡山消防署本署がそれぞれ管轄にあたる。

## 世帯数と人口
2024年1月1日現在の世帯数と人口は以下の通りである。
| 町丁     | 世帯数    | 人口    |
| -------- | --------- | ------- |
| 緑ケ丘東 | 1,906世帯 | 4,967人 |

## 小・中学校の学区
市立小・中学校に通う場合、学区は以下の通りとなる。
| 番地 | 小学校                   | 中学校               |
| ---- | ------------------------ | -------------------- |
| 全域 | 郡山市立緑ケ丘第一小学校 | 郡山市立緑ケ丘中学校 |

## 交通

### 道路
- 福島県道297号斎藤下行合線（北端をかすめる）
- 一級市道56号赤沼方八町線（美術館通り）

## 施設等
- 郡山警察署 東部駐在所
- 郡山市立緑ケ丘第一小学校
- 尚志学園 尚志緑ケ丘幼稚園
- 緑ケ丘保育園
- 緑ケ丘地域公民館
- 東部地域子育て支援センター
- 郡山緑ケ丘郵便局
- ブイチェーン 緑ケ丘店
- 緑ケ丘公園
- 猫田公園
- 赤沼公園